# 克里·基特尔斯
克里·基特尔斯（英語：Kerry Kittles，1974年6月12日—），美国NBA联盟职业篮球运动员。他在1996年的NBA选秀中第1轮第8顺位被新泽西篮网选中。